# ブリルアンの定理
量子化学において、ブリルアンの定理（ブリルアンのていり、英: Brillouin's theorem）は、セルフコンシステントに最適化されたハートリー–フォック波動関数{\displaystyle |\psi _{0}\rangle }を考えると、基底状態と1電子励起状態（すなわち、占有された軌道aが仮想軌道rによって置き換えられている）の行列式間のハミルトニアンの行列要素がゼロでなければならない、と述べる。
{\displaystyle \langle \psi _{0}|{\hat {H}}|\psi _{a}^{r}\rangle =0}
1934年にフランスの物理学者レオン・ブリルアンによって提唱された。
この定理は、数ある応用の中でも、配置間相互作用法を構築するうえで重要である。つまり、HF基底状態は1電子励起状態の混合によって改善されず、2電子励起状態が最初の補正を与える。
定理の別の解釈は、（HFあるいはDFTといった）1粒子法によって解かれた基底電子状態がすでに1電子励起配置と基底状態配置の配置間相互作用を暗黙的に含む、というものである。

## 証明
系の電子ハミルトニアンは1電子演算子
{\displaystyle h(1)=-{\frac {1}{2}}\nabla _{1}^{2}-\sum _{\alpha }{\frac {Z_{\alpha }}{r_{1\alpha }}}}
と2電子演算子
{\displaystyle \sum _{j}{\frac {1}{r_{1j}}}}
に分けることができる。モデルに電子相関を含める波動関数に基づく量子化学の手法では、波動関数は異なるスレイター行列式からなる級数の和（すなわち、こういった行列式の線形結合）として表わされる。配置間相互作用（やMPn等のようなその他の単一参照多電子基底関数系法）の最も単純な場合では、全ての行列式が同一の1電子関数（オービタル）を含み、電子によるこれらのオービタルの占有のみが異なる。これらのオービタルの源は収束したハートリー–フォック計算であり、これは全ての電子が利用可能な中でエネルギー的に最も低い状態を占めているいわゆる参照行列式 {\displaystyle \left|\psi _{0}\right\rangle }を与える。その他の全ての行列式は次に参照行列式を形式的に「励起」させる（1つ以上の電子を{\displaystyle \left|\psi _{0}\right\rangle }中で占有している1電子状態から取り除き、{\displaystyle \left|\psi _{0}\right\rangle }中の占有されていない状態に入れる）ことによって作られる。オービタルは同じままなため、多電子状態基底 ({\displaystyle \left|\psi _{0}\right\rangle }, {\displaystyle \left|\psi _{a}^{r}\right\rangle }, {\displaystyle \left|\psi _{ab}^{rs}\right\rangle }, …) から1電子状態基底（ハートリー–フォックに対して使われたもの: {\displaystyle \left|a\right\rangle }, {\displaystyle \left|b\right\rangle }, {\displaystyle \left|r\right\rangle }, {\displaystyle \left|s\right\rangle }, …）に単に移行することができ、これによって計算の効率性が大幅に改善される。この移行のため、スレイター–コンドン則を適用し、
{\displaystyle \langle \psi _{0}|{\hat {H}}|\psi _{a}^{r}\rangle =\langle a|h|r\rangle +\sum _{b}\langle ab||rb\rangle =\langle a|h|r\rangle +\sum _{b}\left(\langle ab|rb\rangle -\langle ab|br\rangle \right)=\langle a|h|r\rangle +\sum _{b}\left(\langle a|2{\hat {J}}_{b}-{\hat {K}}_{b}|r\rangle \right)}
を評価する。これは単にフォック行列{\displaystyle \langle \chi _{a}|{\hat {F}}|\chi _{r}\rangle }の非対角要素である。しかし参照波動関数はハートリー–フォック計算（SCF手順）によって得られた（その全ての点はフォック行列を対角化することになる）。したがって、最適化された波動関数について、この非対角要素はゼロでなければならない。
これは、ハートリー–フォック方程式
{\displaystyle {\hat {F}}\chi _{r}=\epsilon _{r}\chi _{r}}
の両辺に{\displaystyle \chi _{a}^{\ast }({\vec {r}})}を掛けて、電子座標にわたって積分する
{\displaystyle \int \limits _{-\infty }^{\infty }\chi _{a}^{\ast }({\vec {r}}){\hat {F}}\chi _{r}({\vec {r}})d^{3}{\vec {r}}=\epsilon _{r}\int \limits _{-\infty }^{\infty }\chi _{a}^{\ast }({\vec {r}})\chi _{r}({\vec {r}})d^{3}{\vec {r}}}
ことでもはっきりさせることができる。フォック行列は既に対角化されているため、状態{\displaystyle \chi _{r}^{\ast }({\vec {r}})}および{\displaystyle \chi _{a}({\vec {r}})}はフォック演算子の固有状態であり、それゆえに直交している。したがって、それらの重なりはゼロである。これによって、方程式の右辺は全てゼロになり、
{\displaystyle \int \limits _{-\infty }^{\infty }\chi _{a}^{\ast }({\vec {r}}){\hat {F}}\chi _{r}({\vec {r}})d^{3}{\vec {r}}=\langle \psi _{0}|{\hat {H}}|\psi _{a}^{r}\rangle =0}
ブリルアンの定理を証明する。
ブリルアンの定理は変分原理からも直接的に証明されており、一般にハートリー–フォック方程式と実質的に等価である。

## 推薦文献
- Cramer, Christopher J. (2002). Essentials of Computational Chemistry. Chichester: John Wiley & Sons, Ltd.. pp. 207–211. ISBN 978-0-471-48552-0
- Szabo, Attila; Neil S. Ostlund (1996). Modern Quantum Chemistry. Mineola, New York: Dover Publications, Inc. pp. 350–353. ISBN 978-0-486-69186-2